# Рівнина Цзянхань

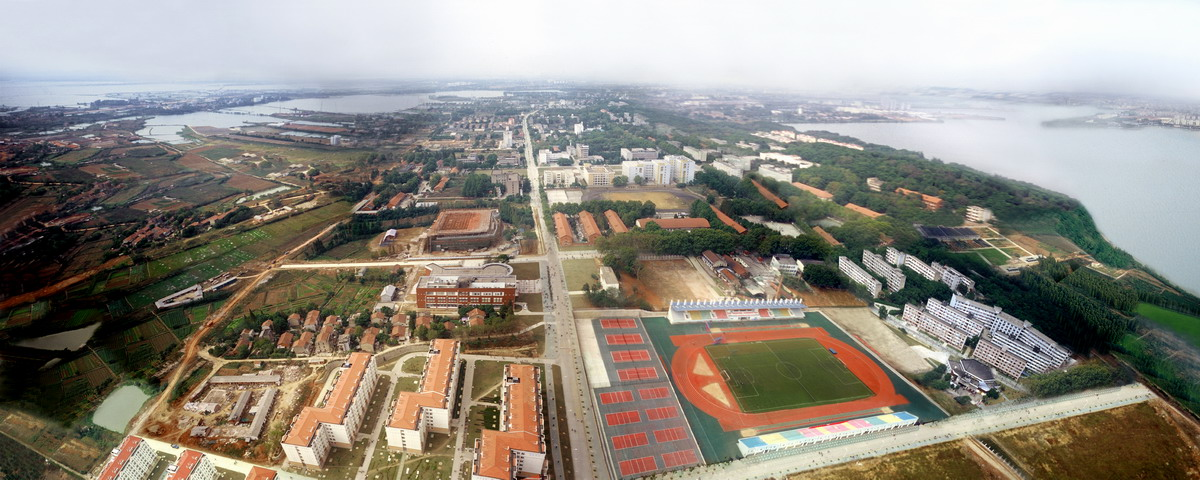
Центральнокитайський сільськогосподарський університет в Ухані — типовий ландшафт Цзянханьської рівнини, перетворений урбанізацією

Цзянханська рівнина (кит. 江汉平原) — алювіальна рівнина в Китаї, розташована в басейні нижньої течії Янцзи («Цзян») та її припливу річки Ханьшуй («Хань»).
Площа рівнини становить близько 100 000 км. кв. Поверхня плоска, по околицях — горбиста; перетнута численними річками та судноплавними каналами, місцями заболочена. Багато озер, найбільше з яких — Дунтін. Влітку на річках — висока повінь, трапляються повені, для захисту від яких русла захищені дамбами.
Сотні кілометрів гребель захищають села та сільськогосподарські угіддя від повеней.
Цзянханьськая рівнина — головний сільськогосподарський район центральної китайської провінції Хубей: величезні площі зайняті під рисові поля, плантації пшениці, кукурудзи та бавовнику. Долина густо населена. Найбільше місто — Ухань.